# Baron Hastings
Baron Hastings est un titre qui a été créé trois fois. La première création a été inscrite dans la liste des pairs d'Angleterre en 1290 et est toujours en vigueur. Le deuxième titre a été créé dans la pairie d'Angleterre en 1299 et s'est éteint à la mort du premier détenteur vers 1314. La troisième création a été inscrite dans la pairie d'Angleterre en 1461 et est en suspens depuis 1960.

## Création de 1290
John Hastings a été convoqué au Parlement en tant que Lord Hastings en 1290. Il était le fils de Henry de Hastings, qui avait été créé « Baron Hastings » par Simon de Montfort en 1263. Comme le titre du premier baron ne semble pas avoir été reconnu par le roi, bien que son fils John Hastings soit parfois désigné comme le deuxième baron Hastings, la majorité des historiens désignent John comme le premier baron Hastings. Le petit-fils de John Hastings, le troisième baron Hastings, a été créé Laurence Hastings, 1er comte de Pembroke (en) en 1339. Le fils de ce dernier, le deuxième comte de Pembroke, épousa en secondes noces Anne Hastings, 2e baronne de Manny. Leur fils, le troisième comte et cinquième baron Hastings, succéda à sa mère en tant que troisième baron Manny.
À sa mort en 1389, le comté et la baronnie de Manny s'éteignent, tandis que la baronnie de Hastings est mise en sommeil. Elle fit alors l'objet d'un procès acharné, portant nominalement sur le droit aux armes des Hastings, mais aussi sur le droit aux honneurs de la famille. La baronnie fut revendiquée par Hugh Hastings (1377-1396) (plus tard considéré comme le 7e baron Hastings de jure ; voir ci-dessous). Il était le fils aîné de Sir Hugh Hastings, petit-fils de Sir Hugh Hastings (vers 1307-1347), fils du second baron par sa seconde épouse. Hugh revendiqua le titre d'« héritier du demi-sang ». Cependant, cette revendication a été contestée par Reginald Grey, 3e baron Grey de Ruthyn, en tant qu'« héritier du sang entier ». Lord Grey de Ruthyn a revendiqué la baronnie au nom de sa grand-mère Elizabeth, fille du deuxième baron Hastings et de sa première épouse. À la mort prématurée de Hugh Hastings en 1396, la revendication est passée à son frère cadet Edward Hastings (1382-1438) (considéré plus tard comme le 8e baron Hastings de jure ; voir ci-dessous). En 1410, un tribunal se prononça en faveur de Grey. Hastings fait immédiatement appel et, lors du couronnement d'Henri V en 1413, il revendique le droit de porter les éperons devant le roi, ce que Lord Grey de Ruthyn avait fait sans contestation en 1399 lors du couronnement d'Henri IV. Hastings fut ensuite condamné à payer les frais du procès. Devant son refus, il est emprisonné en 1417. Il resta emprisonné jusqu'en 1433, mais refusa d'acheter sa libération en abandonnant ses revendications. Aucune décision définitive concernant la baronnie n'a été prise à l'époque, mais les deux familles ont continué à revendiquer le titre. Les Grey ont finalement abandonné leurs prétentions en 1639.

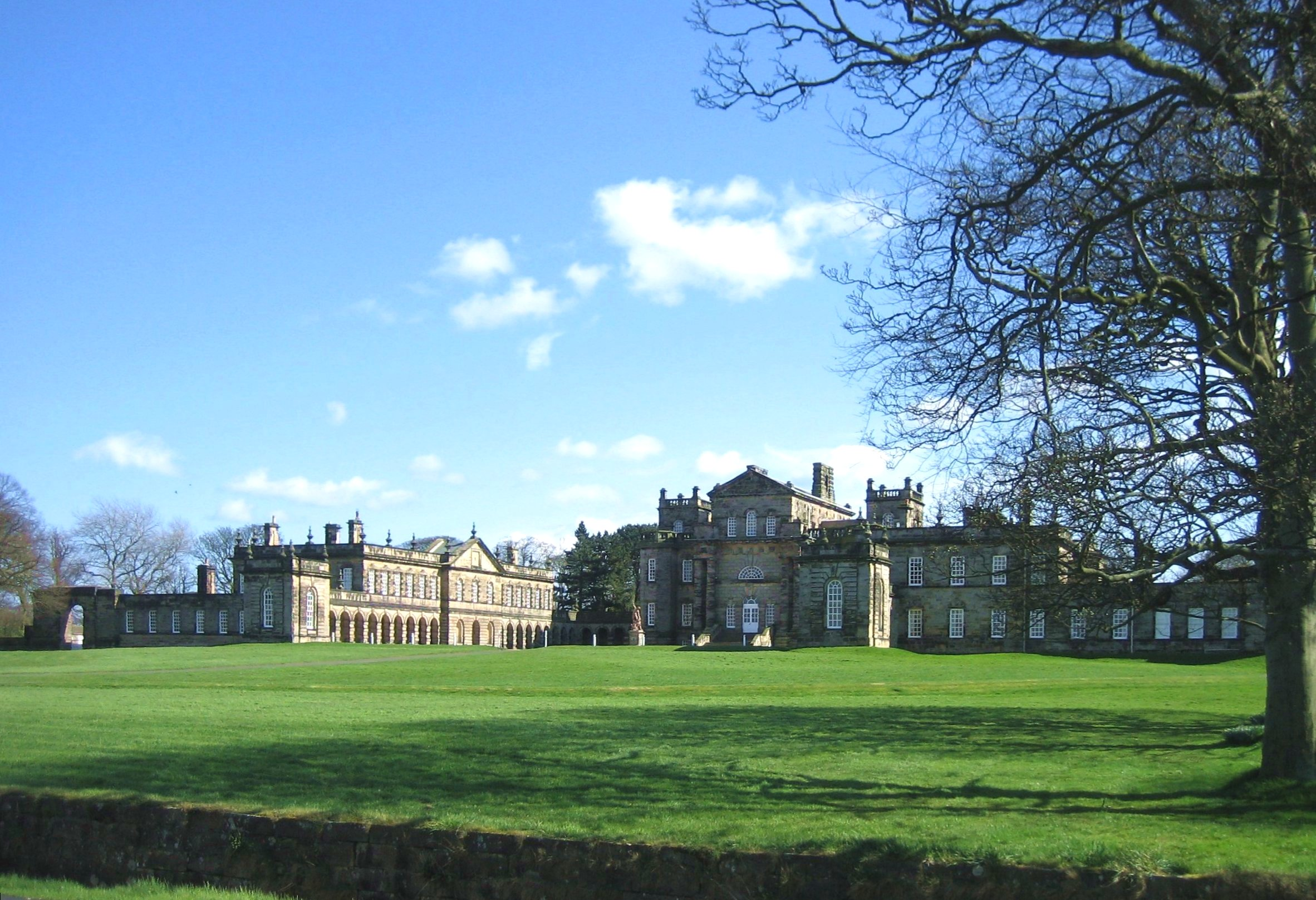
Seaton Delaval Hall, l'ancien siège des familles Astley et Delaval, qui se sont mariées.

Après 452 ans d'inactivité, la Chambre des lords décida en 1841 que le successeur légitime du troisième comte de Pembroke et cinquième baron Hastings était son parent John Hastings, 6e baron Hastings, de jure. Il était le fils aîné de Sir Hugh Hastings, fils cadet du premier baron. Son successeur aurait dû être son petit-neveu, le susmentionné Hugh Hastings, de jure 7e Baron Hastings. Le titulaire suivant aurait dû être son frère cadet, le susnommé Edward Hastings, de jure 8e Baron Hastings. À la mort de l'arrière-arrière-arrière-petit-fils de ce dernier, le 15e baron de jure, la pairie est techniquement tombée en suspens entre les sœurs du baron, Anne et Elizabeth. La décision de la Chambre des lords signifiait qu'il y avait trois cohéritiers de la baronnie. La décision est favorable à Sir Jacob Astley, 6e baronnet, qui a été convoqué à la Chambre des lords la même année que Lord Hastings. Il était un descendant de la susdite Elizabeth, sœur du 15e baron de jure. Lord Hastings avait auparavant représenté le West Norfolk (en) à la Chambre des communes.
Depuis 2010, les titres sont détenus par son arrière-arrière-arrière-petit-fils, le 23e baron et 13e baronnet, qui a succédé à son père en 2007. Le 22e baron a servi dans les administrations conservatrices de Harold Macmillan et d'Alec Douglas-Home en tant que whip du gouvernement de 1961 à 1962 et en tant que secrétaire parlementaire du ministre du logement et du gouvernement local de 1962 à 1964.
La baronnie d'Astley d'Hillmorton dans le comté de Warwick, a été créée dans la baronnie d'Angleterre (en) le 25 juin 1660 pour Jacob Astley. Il a représenté le Norfolk (en) à la Chambre des communes pendant de nombreuses années. Son arrière-petit-fils, Edward Astley, a également représenté le Norfolk au Parlement. Il a épousé Rhoda Delaval, fille de Francis Blake Delaval, de Seaton Delaval Hall dans le Northumberland, et sœur de John Delaval, 1er baron Delaval. Par ce mariage, le domaine de Seaton Delaval Hall est entré dans la famille Astley lorsque le frère de Rhoda est mort sans héritier mâle. Leur fils, Sir Jacob Henry Astley,, était également membre du Parlement de Norfolk. Ce dernier était le père du 6e baronnet, qui lui succéda en tant que baron Hastings en 1841.
Le siège de la famille était Seaton Delaval Hall, aujourd'hui en possession du National Trust.

## Création de 1299

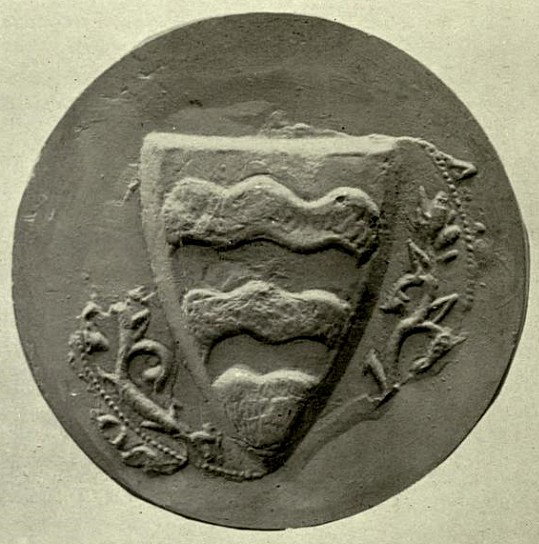
Sceau d'Edmund Hastings, 1er baron Hastings, apposé sur la, que son frère a également scellée. Il porte les armes de Muireadhach Ier, comte de Menteith (mort en 1213). Burelé-ondé de six pièces d'or et de gueules.

Edmund Hastings d'Inchmahome (anciennement Inchmacholmok) dans le Perthshire, en Écosse, était le fils cadet d'Henry de Hastings (vers 1235 – vers 1268) d'Ashill, dans le Norfolk (qui fut convoqué au Parlement par Simon de Montfort, 6e comte de Leicester, en tant que Lord Hastings en 1263, mais le titre ne fut pas reconnu par Henri III). Il était donc le frère cadet de John Hastings, 1er baron Hastings (titre créé en 1290). Le 29 décembre 1299, Edmund Hastings est convoqué au Parlement en tant que Lord Hastings. Le titre s'éteint à sa mort sans descendance à la bataille de Bannockburn en 1314. Son épouse (qui lui avait été donnée en mariage par le roi Édouard Ier) était Isabel, comtesse suo jure de Menteith, un titre écossais, et sur son sceau annexé à la lettre des barons de 1301 (en), il arborait les armoiries des premiers comtes de Menteith : Burelé-ondé de six pièces d'or et de gueules.

## Création de 1461

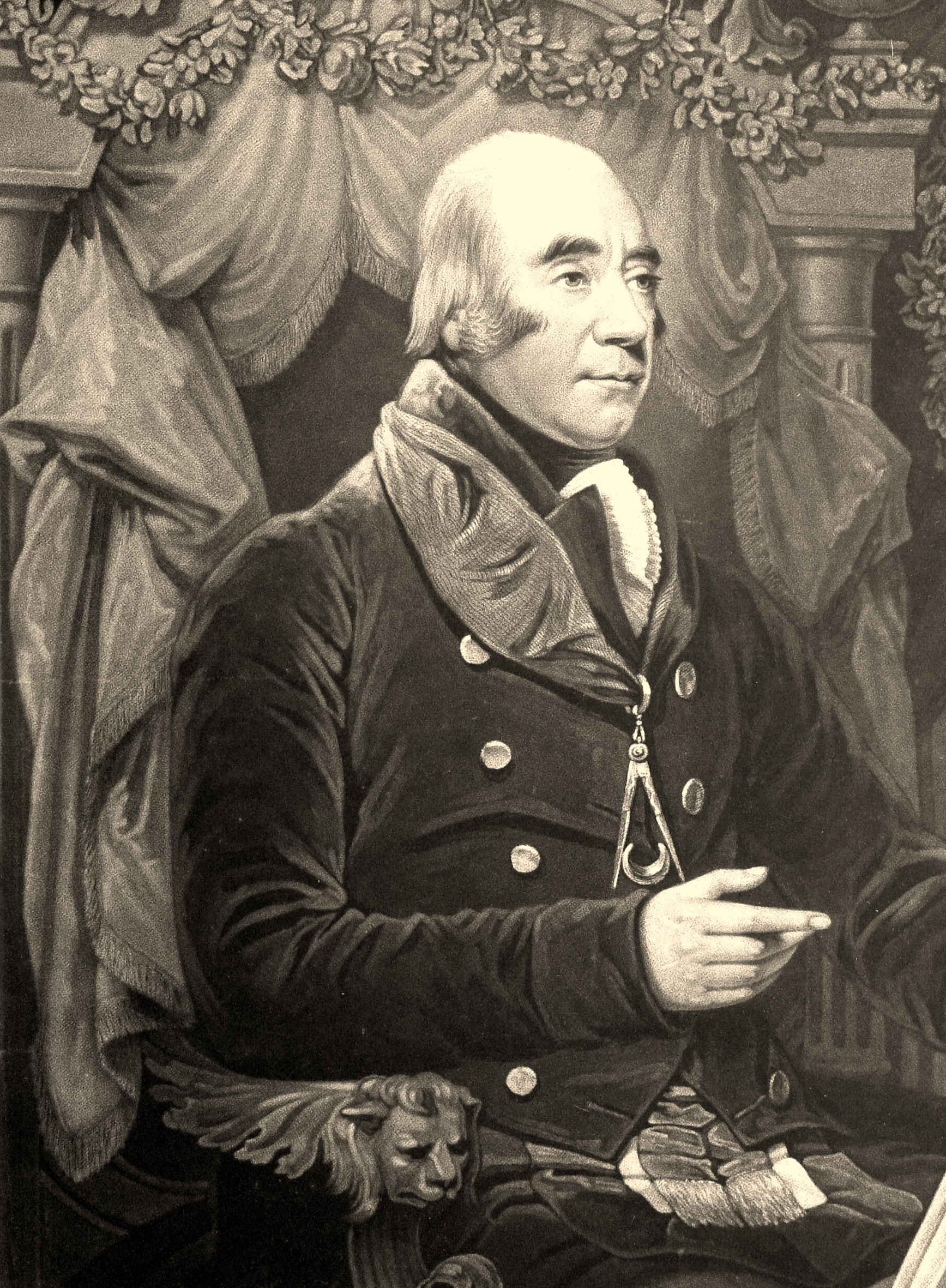
Francis Rawdon-Hastings, 1er Marquis d'Hastings

Sir William Hastings (v. 1430–1483) a été lord-chambellan et ambassadeur en France (en). Il fut convoqué au Parlement sous le nom de Lord Hastings le 26 juillet 1461. Il était un grand ami et confident d'Édouard IV et l'un des hommes les plus riches et les plus puissants de son époque. Lord Hastings a été sommairement décapité sur Tower Hill en 1483 à la suite d'une attainded (en) de trahison par Richard de Gloucester pendant les événements qui ont conduit au couronnement de ce dernier. Cependant, comme il n'a pas été accusé de trahison, le titre a été transmis à son fils, Edward, deuxième baron, qui a épousé Mary (en), petite-fille de Robert Hungerford, troisième baron Hungerford, qui avait été accusé de trahison en 1461. Mary réussit à obtenir l'annulation des attainders de la baronnie de Hungerford (en), de la baronnie de Botreaux et de la baronnie de De Moleyns. Leur fils, le troisième baron, hérite de son père la baronnie de Hastings et de sa mère les baronnies de Hungerford, Botreaux et De Moleyns ; en 1513, il est créé  comte de Huntingdon.
À la mort du 10e comte en 1789, le comté devint inactif, tandis que les baronnies de Hastings, Hungerford, Botreaux et De Moleyns passèrent à sa sœur Elizabeth, épouse de John Rawdon, 1er comte de Moira. Leur fils, le second comte de Moira, hérite des quatre baronnies à la mort de sa mère en 1808. En 1816, il est créé marquis de Hastings (en). Lord Hastings a épousé Flora Mure-Campbell, 6e comtesse de Loudoun (en). Leur fils, le deuxième marquis, hérite également du comté de Loudoun (en) de sa mère. Il a épousé Barbara, 20e baronne Grey de Ruthyn. À la mort de leur fils cadet, le 4e marquis (qui avait également succédé à sa mère en tant que baron Grey de Ruthyn), en 1868, le marquisat s'éteignit, le comté écossais de Loudoun passa à sa sœur aînée, tandis que les baronnies de Hastings, Hungerford, Botreaux, De Moleyns et Grey de Ruthyn tombèrent en désuétude entre les deux sœurs.
En 1871, les baronnies de Botreaux, Hungerford, Moleyns et Hastings ont été mises en suspens en faveur d'Edith, comtesse de Loudoun (mais pas la baronnie de Grey de Ruthyn, qui a été mise en suspens en 1885 en faveur d'un autre héritier). À la mort du fils de la comtesse de Loudoun, le 11e comte, en 1920, le comté est passé à sa nièce aînée, Elizabeth, tandis que les quatre baronnies ont été mises en suspens entre Elizabeth et ses jeunes sœurs.
En 1921, les baronnies de Hastings et de Botreaux ont été mises en suspens en faveur d'Elizabeth (et la baronnie Stanley (en) a été mise en suspens en sa faveur au même moment). Cependant, la baronnie de De Moleyns et la baronnie de Hungerford ont été mises en suspens en faveur d'un autre héritier (voir le vicomte St Davids (en)). À la mort d'Elizabeth en 1960, les baronnies de Hastings, Stanley et Botreaux sont tombées en suspens entre ses filles. Depuis 2021, elles sont toujours en suspens.

## «Baron Hastings» (1263)
- Henry de Hastings, « 1er Baron Hastings » (mort en 1268), titre supposé créé par Simon de Montfort, non reconnu par le roi Henri III.

## Barons Hastings (1290)
- John Hastings (1er baron Hastings), Seigneur du Manoir d'Hunningham (1262–1313)[4]
- John Hastings, 2e Baron Hastings (en), Seigneur du Manoir d'Hunningham (1287–1325)[4]
- Lawrence Hastings, 1st Earl of Pembroke, 3rd Baron Hastings (en) (1318–1348)
- John Hastings, 2e comte de Pembroke, 4e Baron Hastings (1347–1375)
- John Hastings, 3e comte de Pembroke, 5e Baron Hastings (en) (1372–1389) (dormant)
- John Hastings, de jure 6e Baron Hastings (1326–1393), héritier par le sang par son arrière-grand-père
- Hugh Hastings, de jure 7e Baron Hastings (1377–1396), petit-fils du 6e baron
- Edward Hastings, de jure 8e Baron Hastings (en) (1382–1438), frère du 7e Baron
- John Hastings (en), de jure 9e Baron Hastings (1411–1477)
- Hugh Hastings (en), de jure 10e Baron Hastings (1447–1488)
- John Hastings, de jure 11e Baron Hastings (1466–1504)
- George Hastings, de jure 12e Baron Hastings (1474–1512)
- John Hastings, de jure 13e Baron Hastings (1498–1514)
- Hugh Hastings, de jure 14e Baron Hastings (1515–1540)
- John Hastings, de jure 15e Baron Hastings (1531–1542) (vacant après 1542)
- Jacob Astley, 16e Baron Hastings, 6e Baronnet Astley (1797–1859) (vacance achevée en 1841)
- Jacob Henry Delaval Astley, 17e Baron Hastings, 7e Baronnet Astley (1822–1871)
- Delaval Loftus Astley, 18e Baron Hastings, 8e Baronnet Astley (1825–1872)
- Bernard Edward Delaval Astley, 19e Baron Hastings, 9e Baronnet Astley (1855–1875)
- George Manners Astley, 20e Baron Hastings, 10e Baronnet Astley (1857–1904)
- Albert Edward Delaval Astley, 21e Baron Hastings, 11e Baronnet Astley (1882–1956)[5]
- Edward Delaval Henry Astley, 22e Baron Hastings, 12e Baronnet Astley (1912–2007)
- Delaval Thomas Harold Astley, 23e Baron Hastings (en) (né en 1960)[6]

L'héritier apparent est le fils de l'actuel titulaire, l'honorable Jacob Addison Astley (né en 1991)

## Baronnets Astley d'Hill Morton (1660)

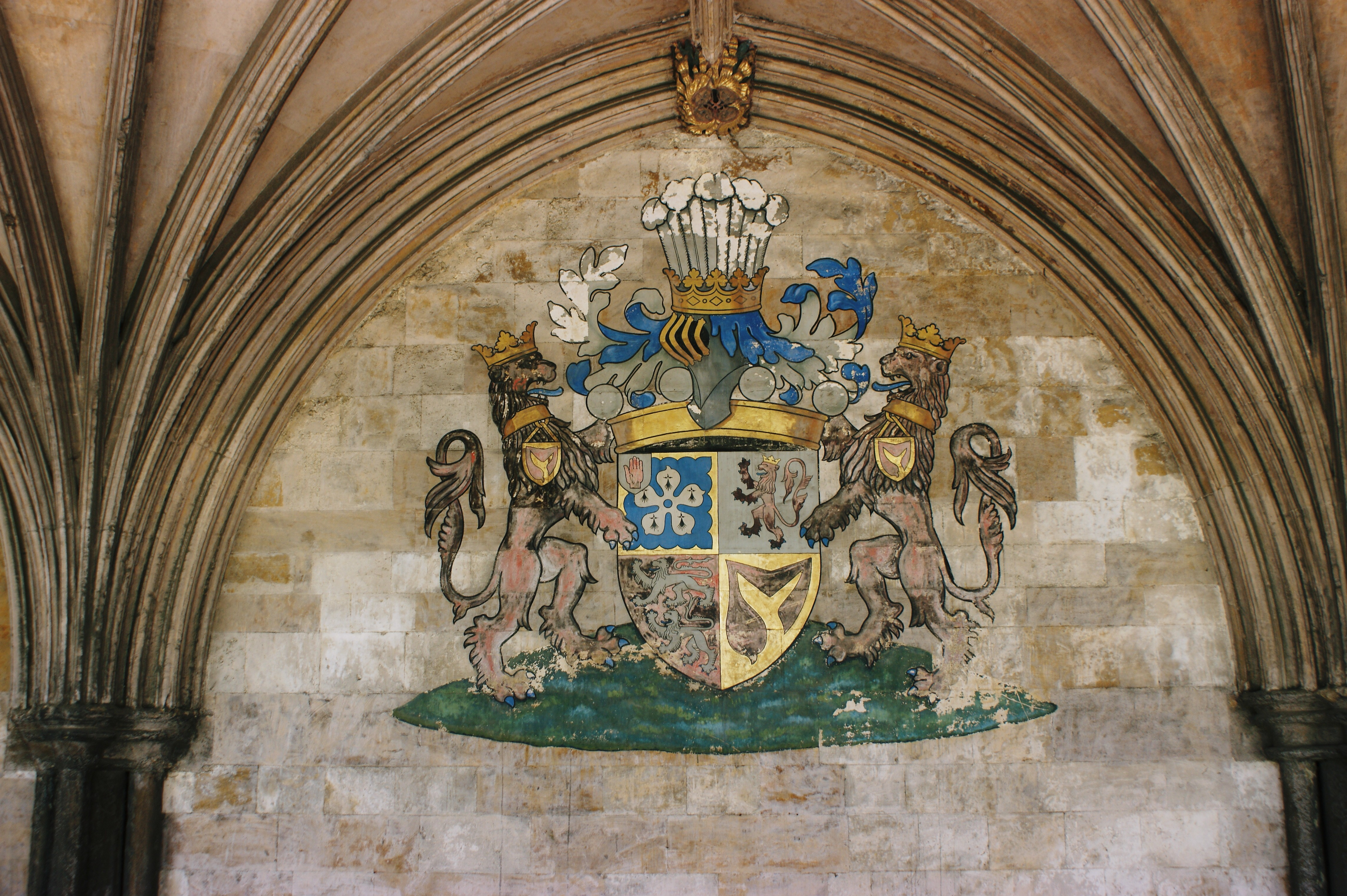
Armoiries d'un des baronnets Astley dans la cathédrale de Norwich, Norfolk. Armoiries de Hastings au 4e quartier et sur des écussons sur des supports. Le 6e baronnet a succédé au baron Hastings en 1841.

- Jacob Astley (1er baronnet) (v. 1639–1729)
- Philip Astley, 2e baronnet (1667–1739)
- Jacob Astley, 3e baronnet (1692–1760)
- Edward Astley (4e baronnet) (1729–1802)
- Jacob Astley (5e baronnet) (1756–1817)
- Jacob Astley (16e baron Hastings) (1797–1859) (succède au Baron Hastings en 1841)

## Baron Hastings (1299)
- Edmund Hastings, 1er Baron Hastings (en)  (v. 1265 – v. 1314)

## Baron Hastings (1461)
- William Hastings, 1er Baron Hastings (v. 1430–1483)
- Edward Hastings, 2e Baron Hastings (v. 1464–1506)

Créé comte de Huntingdon et fusion avec la baronnie de Botreaux.
- George Hastings, 1er comte d'Huntingdon, 6e Baron Botreaux, 5e Baron Hungerford, 3e Baron de Moleyns, 3e Baron Hastings (1488–1544)
- (Les baronnies de Botreaux, Hungerford, de Moleyns et Hastings sont ensuite descendues ensemble jusqu'à la mort de Charles Rawdon-Hastings, 11e comte de Loudoun, en 1920)
- Francis Hastings, 2e comte d'Huntingdon, 4e Baron Hastings, 7e Baron de Botreaux (1514–1560)
- Henry Hastings, 3e comte d'Huntingdon, 5e Baron Hastings, 8e Baron de Botreaux (1536–1595)
- George Hastings, 4e comte d'Huntingdon, 6e Baron Hastings, 9e Baron de Botreaux (1540–1604)
- Henry Hastings, 5e comte d'Huntingdon, 7e Baron Hastings, 10e Baron de Botreaux (1586–1643)
- Ferdinando Hastings, 6e comte d'Huntingdon, 8e Baron Hastings, 11e Baron de Botreaux (1609–1656)
- Theophilus Hastings, 7e comte d'Huntingdon, 9e Baron Hastings, 12e Baron de Botreaux (1650–1701)
- George Hastings, 8e comte d'Huntingdon, 10e Baron Hastings, 13e Baron de Botreaux (1677–1705)
- Theophilus Hastings, 9e comte d'Huntingdon, 11e Baron Hastings, 14e Baron de Botreaux (1696–1746)
- Francis Hastings, 10e comte d'Huntingdon, 12e Baron Hastings, 15e Baron de Botreaux (1729–1789)

Le comté de Huntingdon passe à une autre branche de la famille.
- Elizabeth Rawdon, 13e Baronne Hastings, 16e Baron de Botreaux (en) (1731–1808)

Créé marquis de Hastings
- Francis Rawdon-Hastings, 1er Marquis d'Hastings, 14e Baron Hastings, 17e Baron de Botreaux (1754–1826)
- George Augustus Francis Rawdon-Hastings, 2e Marquis d'Hastings, 15e Baron Hastings, 18e Baron de Botreaux (1808–1844)
- Paulyn Reginald Serlo Rawdon-Hastings, 3e Marquis d'Hastings, 16e Baron Hastings, 19e Baron de Botreaux (en) (1832–1851)
- Henry Weysford Charles Plantagenet Rawdon-Hastings, 4e Marquis d'Hastings, 17e Baron Hastings, 20e Baron de Botreaux (1842–1868) (vacant)

le marquisat s'éteint, fusion avec le comté de Loudoun
- Edith Rawdon-Hastings, 10e Comtesse de Loudoun, 18e Baronne Hastings, 21e Baron de Botreaux (1833–1874) (vacance achevée en 1871)
- Charles Edward Rawdon-Hastings, 11e comte de Loudoun, 22e Baron Botreaux, 21e Baron Hungerford, 19e Baron de Moleyns, 19e Baron Hastings (en) (1855–1920) (vacant)

Fusion avec la baronnie de Stanley
- Edith Abney-Hastings, 12e comtesse de Loudoun, 23e baronne Botreaux, 20e baronne Hastings, 7e baronne Stanley (en) (1883–1960) (vacance achevée en 1921; vacant à sa mort)

Les cohéritiers sont les descendants de la 20e baronne :
- Simon Abney-Hastings, 15e comte de Loudoun (né en 1974)
- Sheena Williams (née en 1941)
- Flora Purdie (née en 1957)
- Norman Angus MacLaren (né en 1948)